# 임원초등학교
임원초등학교는 대한민국 강원특별자치도 삼척시 원덕읍 임원리에 있는 공립 초등학교이다.

## 학교 연혁
- 1925년 3월 10일 : 덕명학원 창설 운영
- 1934년 4월 6일 : 임원공립보통학교 개교
- 1938년 4월 1일 : 임원공립심상소학교로 개칭
- 1941년 4월 1일 : 임원공립국민학교로 개칭
- 1966년 9월 25일 : 저축 우수 대통령 표창
- 1983년 3월 11일 : 신남분교장 본교에 편입
- 1996년 3월 1일 : 임원초등학교로 개칭
- 2010년 3월 1일 : 신남분교장 본교에 통폐합
- 2014년 2월 13일 : 제78회 졸업식 (4206명)
- 2014년 3월 1일 : 제28대 곽수범 교장 부임
- 2016년 2월 17일 : 제79회 졸업식 (4217명)
- 2016년 3월 1일 : 제29대 이철희 교장 부임
- 2016년 3월 1일 : 6학급 편성, 유치원 1학급 편성
- 2017년 2월 10일 :제81회 졸업식 (4231명)
- 2017년 3월 1일 :6학급 편성, 유치원 1학급 편성

## 참고 자료
- 임원초등학교 - 한국교육학술정보원 학교알리미